# Tachopteryx thoreyi
Tachopteryx thoreyi är en trollsländeart som först beskrevs av Hagen in Selys 1858.  Tachopteryx thoreyi ingår i släktet Tachopteryx och familjen Petaluridae. IUCN kategoriserar arten globalt som livskraftig. Inga underarter finns listade i Catalogue of Life.

## Bildgalleri

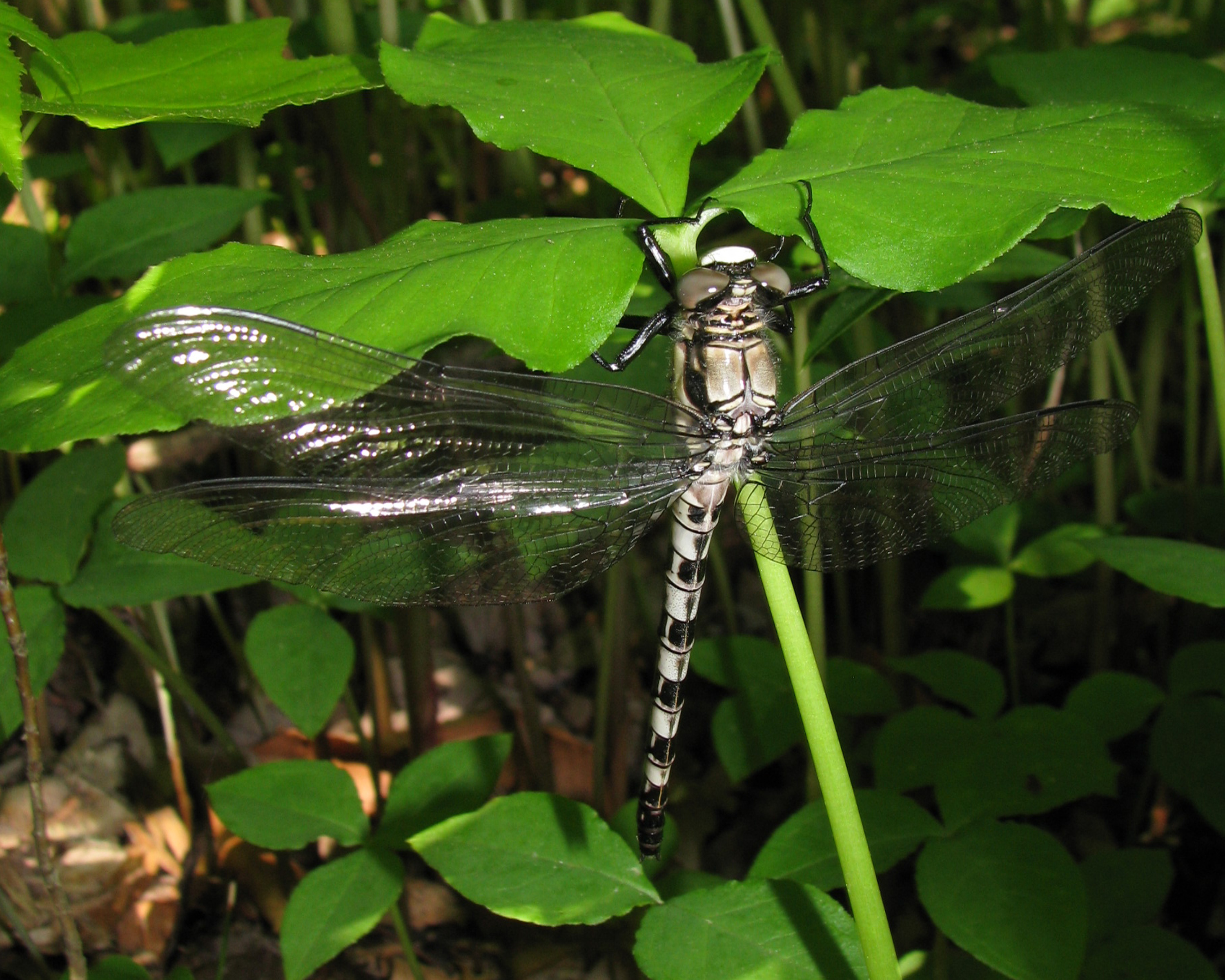
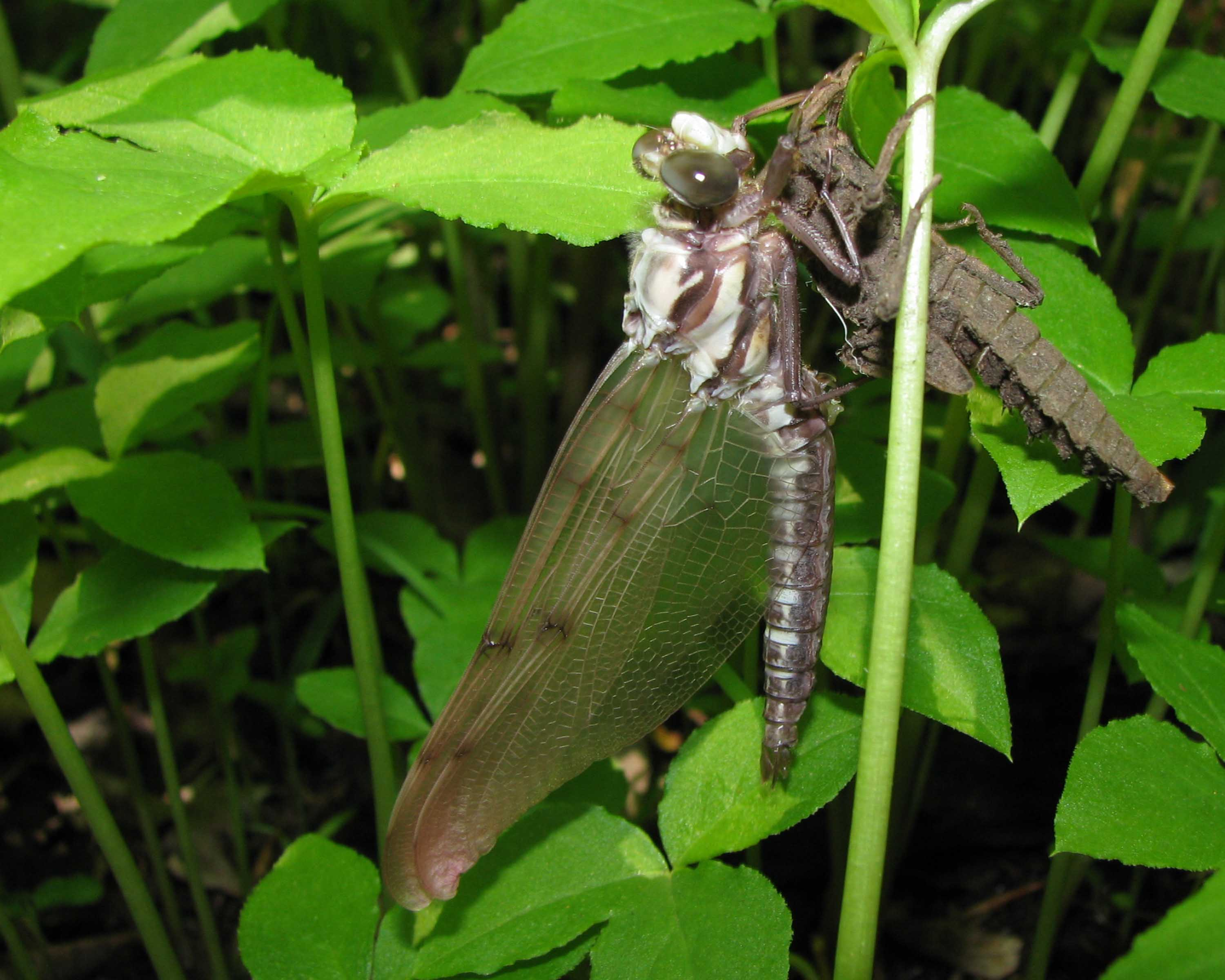
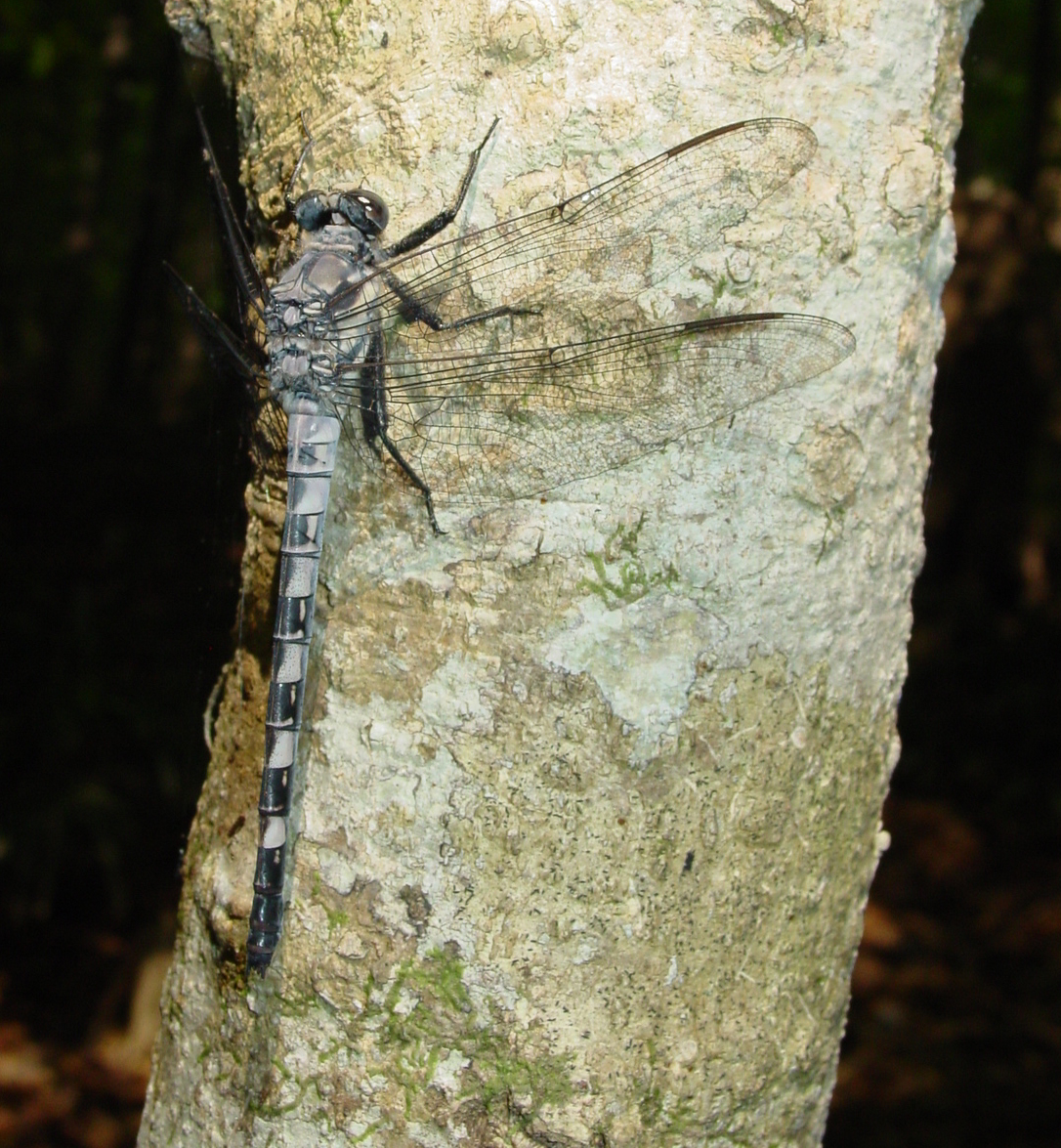